# Bíró Bence (dramaturg)
Bíró Bence (Budapest, 1990 –) magyar dramaturg, műfordító.

## Életpályája
2010-2015 között a Színház- és Filmművészeti Egyetem dramaturg szakán tanult, Forgách András és Radnai Annamária osztályában. Fordítóként, szabadúszó dramaturgként dolgozik több budapesti, vidéki és külföldi színházban, valamint független társulatoknál és színházi nevelési projektekben. Alkotói munkái mellett rendszeresen ír cikkeket, kritikákat különböző színházi szaklapokba és kiadványokba.
2019-ben elnyerte az Örkény István Drámaírói Ösztöndíjat, 2022-ben a Kortárs Magyar Dráma-díjat.

## Művei
- Cinegekirályfi
- Megyek utánad
- Kelet
- magyartenger
- Vadászjelenetek a határ mellett

## Fontosabb munkái dramaturgként
- Káli holtak (Katona József Színház, r.: Dömötör András, 2021)
- Árvácska (Dollár Papa Gyermekei, r.: Ördög Tamás, 2019)
- Koldusopera (Latinovits Színház, r.: Fehér Balázs Benő, 2019)
- Az ember tragédiája (Ferenczy Múzeum, r.: Sardar Tagirovsky, 2019)
- Berlin, Alexanderplatz (Katona József Színház, r.: Kovács D. Dániel, 2018)
- A halál kilovagolt Perzsiából (Trafó, r.: Szenteczki Zita, Juhász András, 2017)
- Faust I-II. (Katona József Színház, r.: Schilling Árpád, 2015)

## Díjai és elismerései
- Örkény István drámaírói ösztöndíj (2019)
- Kortárs Magyar Dráma-díj  (2022; Káli holtak)